# Araiya pallida
Araiya pallida är en spindelart som först beskrevs av Albert Tullgren 1902.  Araiya pallida ingår i släktet Araiya och familjen spökspindlar. Inga underarter finns listade i Catalogue of Life.